# Le Feu sacré (roman, 2008)
Pour les articles homonymes, voir Le Feu sacré.
Le Feu sacré (titre original : The Fire) est un roman américain de Katherine Neville, suite de Le Huit. Publié en 2008 aux États-Unis et en 2009 en France, il a été traduit par Édith Ochs.

## Résumé
Le récit s'articule autour d'un jeu d'échecs spécial, le jeu de Montglane, vingt ans après le premier opus, lorsque la Reine Noire, pièce maîtresse du jeu, réapparaît en Russie.